# Distrito de Fionia
El distrito de Fionia (Fyns Amt en danés) era uno de los 16 distritos en que se dividía administrativamente Dinamarca hasta 2006. Comprendía principalmente la isla de Fionia más las islas de Langeland, Tåsinge, Ærø y aproximadamente otras 90 de menor rango, de las cuales sólo 25 están habitadas. Su capital era la ciudad de Odense.
El condado fue formado el 1 de abril de 1970, al unir los antiguos condados de Odense y Svendborg. A partir del 1 de enero de 2007, el distrito fue integrado en la nueva región de Syddanmark, como parte de la reforma administrativa implementada en el país

## Escudo de armas
El escudo de armas del condado estaba compuesto por tres hojas conectadas de lúpulo doradas sobre un campo rojo, representando a los antiguos condados de Odense, Svendborg y Assens. La elección de las hojas de lúpulo provienen de la canción de Hans Christian Andersen I Danmark er jeg født ("En Dinamarca yo nací"), donde se refiere a Fionia como Æblegård og humlehave ("campo de manzanas y jardín de lúpulo"). El escudo fue registrado oficialmente en 1976.

## Comunas
Fionia estaba compuesta por 31 comunas:
| - Assens - Bogense - Broby - Egebjerg - Ejby - Faaborg - Glamsbjerg - Gudme - Haarby - Kerteminde - Langeskov - Middelfart - Munkebo - Nyborg - Nørre Aaby - Odense | - Otterup - Ringe - Rudkøbing - Ryslinge - Svendborg - Sydlangeland - Søndersø - Tommerup - Tranekær - Ullerslev - Vissenbjerg - Ørbæk - Ærø - Årslev - Aarup |

Con la reforma administrativa aplicada el 1 de enero de 2007, el número de municipios fue reducido a 10.